# Doc Shaw
Larramie Cortez Shaw (ur. 24 kwietnia 1992), znany jako Doc Shaw – amerykański aktor, piosenkarz i raper. Karierę rozpoczął w 2007 roku, a najbardziej znany jest z roli Marcusa w serialu Suite Life: Nie ma to jak statek, oraz w serialu Para królów gdzie gra Boomera.

## Filmografia

### Serial
| Role główne    | Role główne                      | Role główne   | Role główne                                       |
| Rok            | Tytuł                            | Rola          | Uwagi                                             |
| -------------- | -------------------------------- | ------------- | ------------------------------------------------- |
| 2007 - obecnie | Tyler Perry's House of Payne     | Malik Payne   | Główna rola                                       |
| 2009 - 2010    | Suite Life: Nie ma to jak statek | Marcus Little | Produkcja Disney Channel Dołączył w drugiej serii |
| 2010 - 2013    | Para królów                      | Boomer Parker | Główna rola                                       |

### Film
| Role główne | Role główne     | Role główne | Role główne |
| Rok         | Tytuł           | Rola        | Uwagi       |
| ----------- | --------------- | ----------- | ----------- |
| 2010        | Nobody Loves Me | Big D       |             |
| 2010        | Dramatic Dreams | Thomas      |             |